# Concours Eurovision de la chanson 2014
Vous lisez un « bon article » labellisé en 2017.
#JoinUs
- Pays participants qualifiés pour la finale
- Pays participants éliminés en demi-finale
- Pays ayant participé dans le passé

Malmö 2013 Vienne 2015
Le Concours Eurovision de la chanson 2014 est la 59e édition du Concours. Il a lieu les 6, 8 et 10 mai 2014 à la B&W Hallerne, à Copenhague, au Danemark, à la suite de la victoire d'Emmelie de Forest à l'Eurovision 2013 avec la chanson Only Teardrops. C'est la troisième fois que le pays accueille le Concours, après les éditions de 1964 et de 2001. Trente-sept pays participent à cette édition dont le slogan est Join Us (en français « Rejoins-nous »).
Cette édition est remportée par Conchita Wurst (pseudonyme de Thomas Neuwirth), représentant l'Autriche avec sa chanson Rise Like a Phoenix, avec 290 points. Les Pays-Bas et la Suède complètent le podium avec respectivement 238 et 218 points. Ils sont suivis par l'Arménie et la Hongrie.

## Préparation du Concours
À la suite de la victoire danoise au Concours 2013, l'édition 2014 a lieu au Danemark. Les préparations commencent dès la conférence de presse de victoire d'Emmelie de Forest, dans la nuit du 18 au 19 mai 2013, lorsque Jon Ola Sand remet aux représentants du diffuseur danois DR les premiers documents concernant l'organisation du Concours. Le pays accueille le Concours pour la troisième fois, après les éditions 1964, et 2001 toutes deux tenues à Copenhague.

### Sélection de la ville hôte
| \| 70 km1:5 393 000 Ville hôte Ville candidate Candidature retirée \| Copenhague Fredericia Herning Horsens |
| 70 km1:5 393 000 Ville hôte Ville candidate Candidature retirée                                             |

| 70 km1:5 393 000 Ville hôte Ville candidate Candidature retirée |

Le 31 mai 2013, cinq villes ont déjà exprimé leur intérêt potentiel pour accueillir le Concours : Aalborg, Copenhague, Fredericia, Herning et Horsens. Finalement, la ville d'Aalborg annonce le 16 juin 2013 qu'elle ne déposera pas de candidature en raison du nombre de chambres d'hôtel trop faible, la ville n'en possédant que 1 600 alors le diffuseur DR en demande au moins 3 000. Ce sont donc quatre candidatures formelles qui sont reçues par le diffuseur lors de la clôture des candidatures le 18 juin : Copenhague, qui propose trois lieux — la B&W Hallerne, le DR Byen et le Parken Stadium — ; Fredericia avec son MesseC ; Herning avec le Jyske Bank Boxen ; et Horsens et son Fængslet. Ces quatre candidatures sont finalement réduites à trois quand Fredericia retire sa candidature, la salle proposée ne remplissant pas les critères d'accueil. À Copenhague, le Parken Stadium retire sa candidature en raisons de la tenue de matchs de football la semaine précédant l'Eurovision. Le 2 septembre, DR et l'UER annoncent finalement que la B&W Hallerne de Copenhague accueillera le Concours.
| Ville                     | Salle              | Notes | Ref.               |
| Ville sélectionnée        | Ville sélectionnée | Ville sélectionnée | Ville sélectionnée |
| ------------------------- | ------------------ | --- | ------------------ |
| Copenhague                | B&W Hallerne       | — | [ 7 ]              |
| Candidatures non-retenues |                    | |                    |
| Copenhague                | DR Byen            | Siège du diffuseur DR, il était prévu qu'une tente d'une capacité de 10 000 à 15 000 personnes soit installée à l'extérieur. | [ 6 ]              |
| Herning                   | Jyske Bank Boxen   | A accueilli le Dansk Melodi Grand Prix en janvier 2013.                                                                      | [ 6 ]              |
| Horsens                   | Fængslet           | — | ,                  |
| Candidatures retirées     |                    | |                    |
| Copenhague                | Parken Stadium     | A accueilli le Concours Eurovision de la chanson 2001. La candidature est retirée le 28 juin 2013.                           | [ 6 ]              |
| Fredericia                | MesseC             | Candidature retirée le 27 juin 2013.                                                                                         | [ 5 ]              |

### Organisation

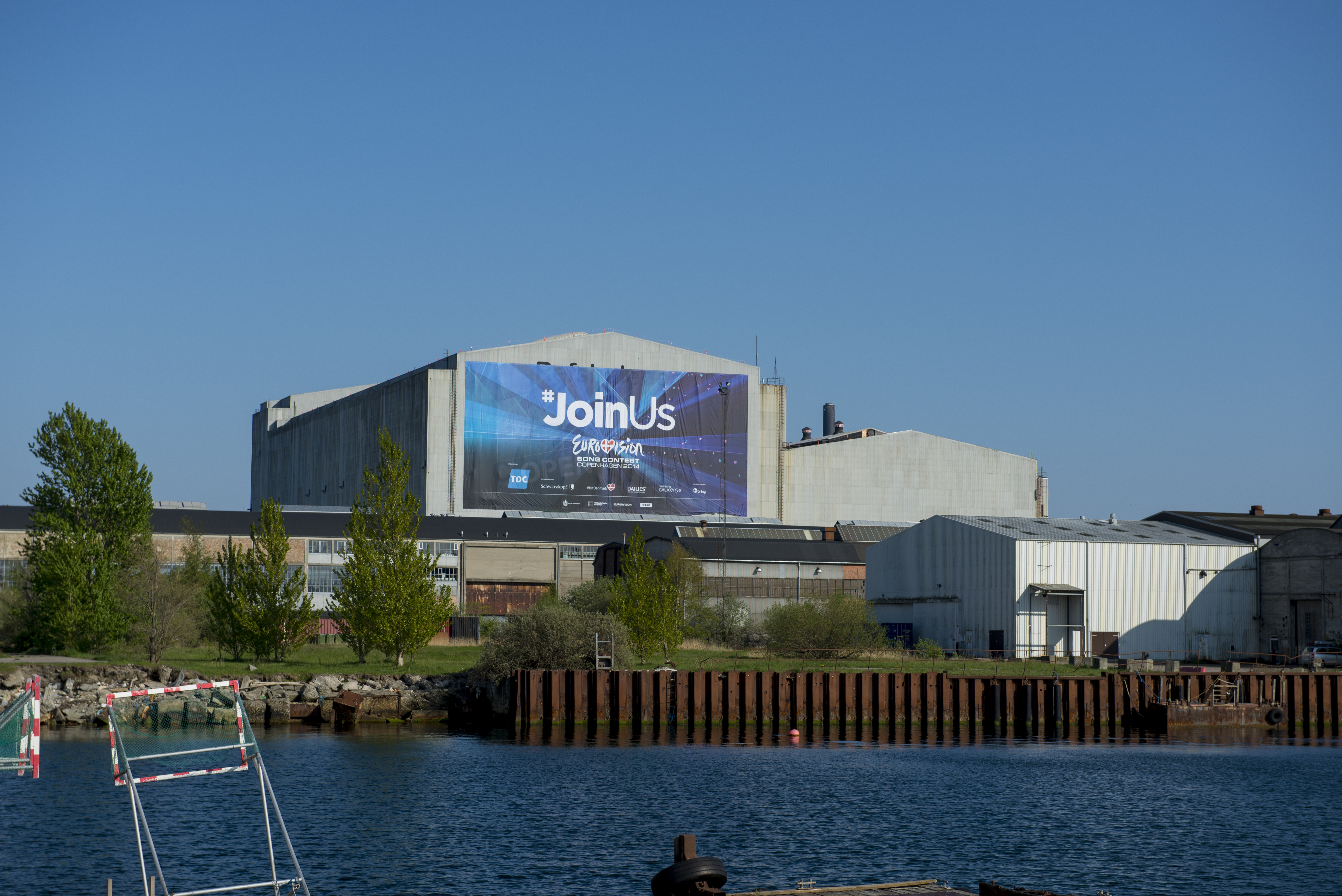
La B&W Hallerne, qui a accueilli le Concours 2014.

Les dates du Concours, fixées initialement aux 13, 15 et 17 mai 2014, sont, le 8 juillet 2013, avancées d'une semaine afin de garder plus de flexibilité dans le choix de la ville hôte. Le Concours s'est ainsi déroulé les 6, 8 et 10 mai 2014.
Le budget prévu pour l'organisation et le financement est de 80 MDKK (soit environ 11 M€). Cependant, le coût final s'est avéré plus de quatre fois plus élevé, atteignant les 334 MDKK (soit près de 45 M€). De cette somme, 197 MDKK (approximativement 26,5 M€) ont été payées par DR et Wonderful Copenhagen a dépensé 137 MDKK (18,5 M€). Le déficit total est de 58 MDKK (soit près de 8 M€), ceci en raison de la rénovation de la B&W Hallerne pour le Concours.
Le 20 septembre 2013, l'UER annonce de légers changements du règlement. Tout d'abord, les noms des jurés composant les jurys nationaux seront annoncés préalablement au Concours, le 1er mai. Les résultats complets des votes, pays par pays — incluant les classements complets de chaque juré —, seront ensuite publiés sur le site officiel du Concours pour plus de transparence. Enfin, aucun juré ne peut avoir été juré pendant une des deux éditions précédentes.
Le diffuseur national DR invite, par ailleurs, le diffuseur australien SBS à participer au Concours lors de l'entracte. La chanteuse australienne Jessica Mauboy interprète alors Sea of Flags au moment de l'entracte de la deuxième demi-finale. Cette première implication lors d'un Concours est une des raisons qui amènera l'UER à inviter l'Australie à concourir véritablement dès l'année suivante.

### Partenaires
L'Eurovision 2014 se déroule en partenariat avec plusieurs entreprises. Le sponsor principal de cette édition est l'entreprise danoise TDC. Outre cette dernière, les entreprises Riedel Communications et Schwarzkopf sont une fois de plus partenaires du concours tandis que de nouveaux partenariats se forment avec Dailies et VisitDenmark.

### Présentateurs

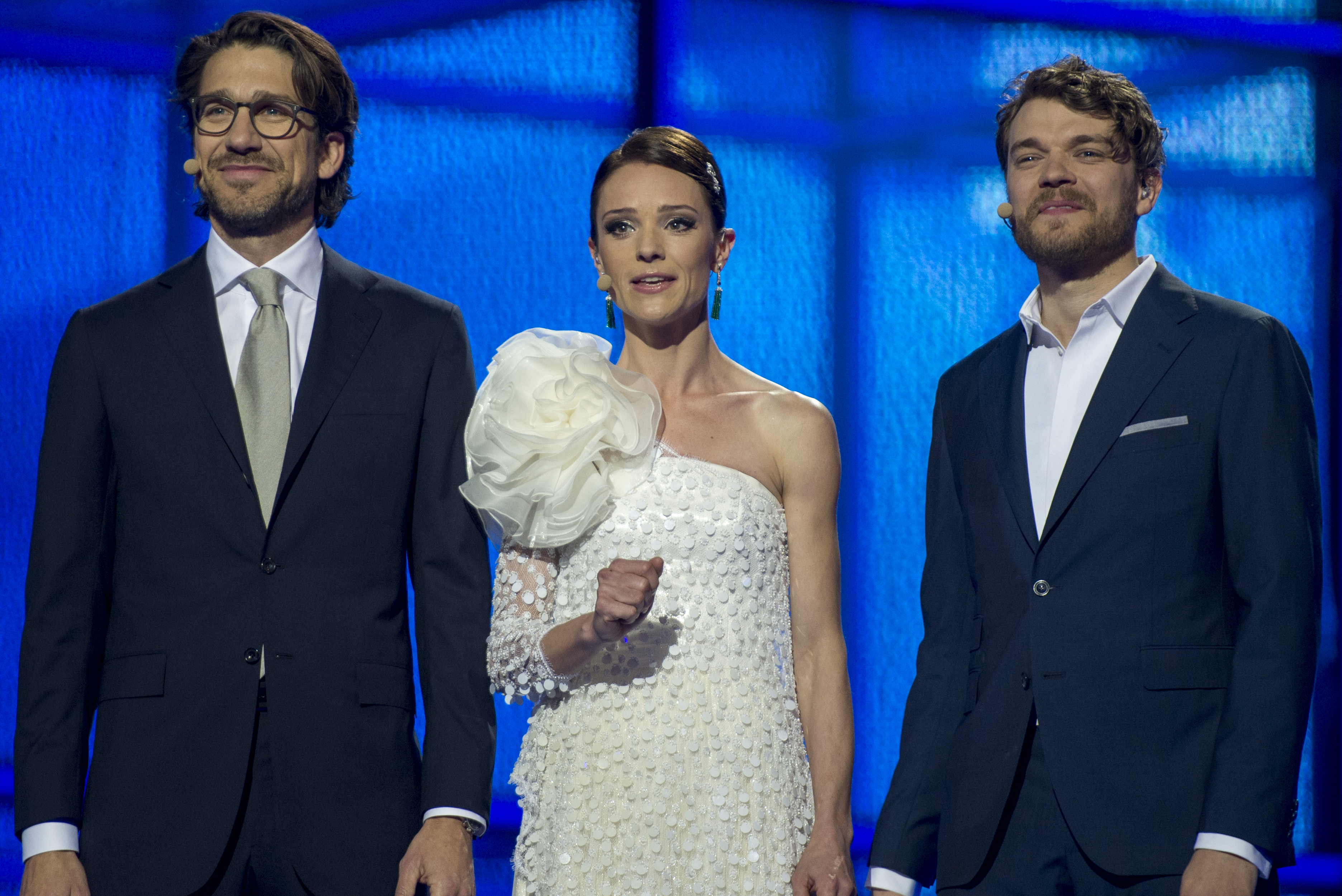
Les trois présentateurs du Concours, de gauche à droite: Nikolaj Koppel, Lise Rønne et Pilou Asbæk.

Le 4 février 2014, le nom des présentateurs de l'édition 2014 est annoncé par DR, le diffuseur hôte. Comme lors des éditions 2010, 2011 et 2012, les présentateurs sont au nombre de trois. Pour la première fois dans l'histoire du Concours, le trio est composé de deux hommes et une femme : Nikolaj Koppel et Lise Rønne, tous deux employés de DR et présentant déjà d'autres émissions et Pilou Asbæk, acteur connu pour son rôle récurrent dans la série Borgen.

### Logotype et slogan

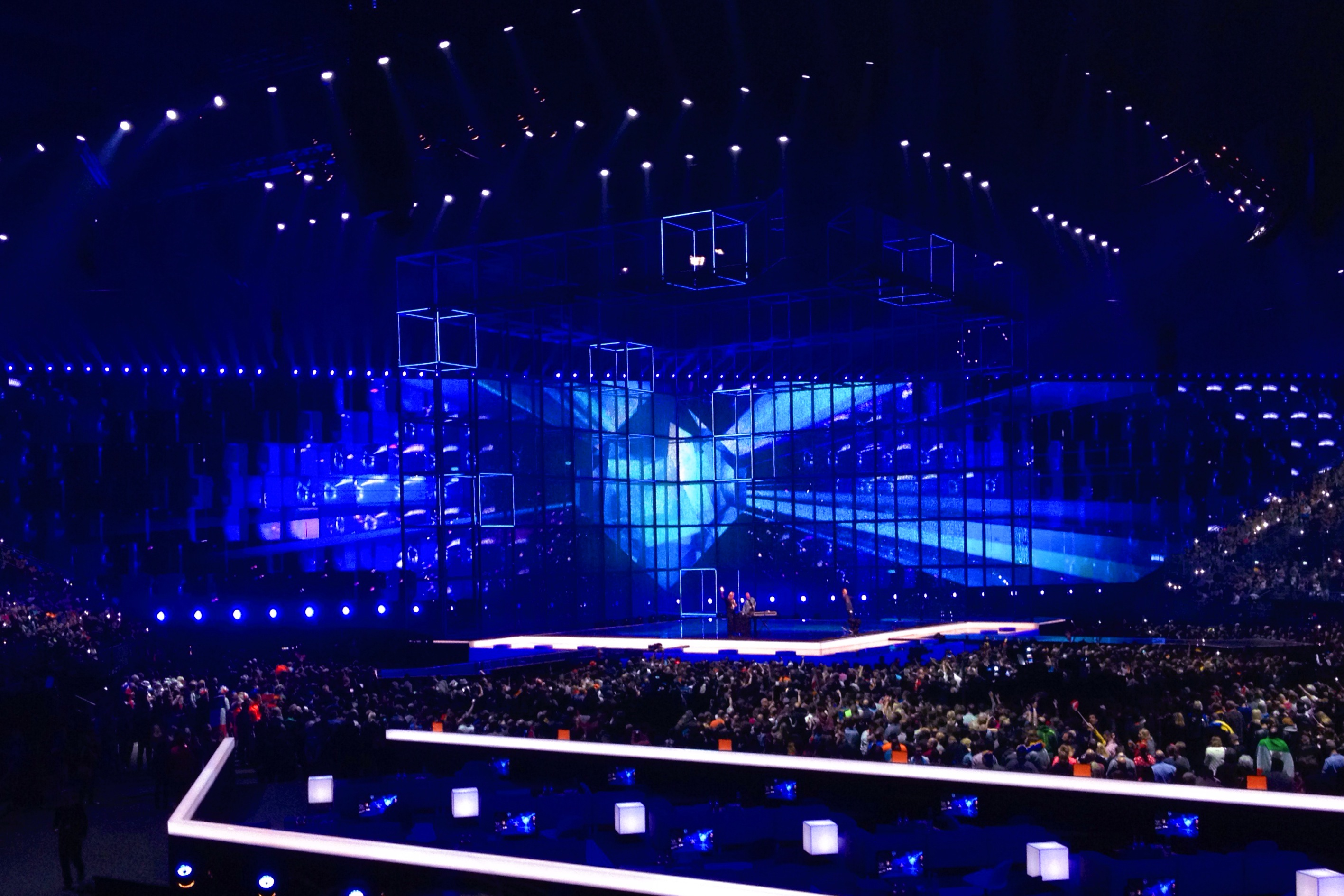
Scène de la du concours.

Le slogan de cette édition, révélé le 2 septembre 2013 est Join us (en français « Rejoins-nous »). Ce slogan reflète la volonté des organisateurs de rendre les spectateurs plus proches des différents candidats et d'accueillir les fans, la presse et les participants pour le Concours.
Le logo est, quant à lui, révélé le 18 décembre 2013. Représentant un diamant sur fond bleu, il symbolise « ce que la compétition signifie pour nous : un noyau brillant instantanément, et un diamant solide, ayant différentes faces montrant la diversité et la richesse qui sera au rendez-vous sur la scène de l'Eurovision ». L'idée du diamant est d'ailleurs reprise pour la scène, qui se veut également représenter un diamant.

## Concours

### Liste des participants
La liste officielle des pays participants à l'édition 2014 est publiée le 9 janvier 2014. Elle indique la participation officielle de trente-six pays. Parmi eux, on note le retour du Portugal et de la Pologne, qui reviennent après respectivement un et deux ans d'absence. De leur côté, la Bulgarie, Chypre, la Croatie et la Serbie se retirent. La Slovénie, qui a obtenu un délai supplémentaire, confirme sa participation le 17 janvier 2014, portant le nombre de pays participants à trente-sept. Le nombre de participants est le plus bas atteint depuis 2006.
Par ailleurs, douze pays ont annoncé qu'ils ne participeraient pas au Concours 2014. Les diffuseurs bulgare, chypriote, croate et serbe invoquent tous les quatre des raisons financières pour leur retrait. Les diffuseurs andorran et bosnien annoncent ne pas revenir pour les mêmes motifs. Le télédiffuseur turc Türkiye Radyo Televizyon Kurumu (TRT) explique son retrait des éditions 2013 et 2014 par un désaccord envers les règles du concours. Enfin, le Luxembourg, le Maroc, Monaco, la Slovaquie et la Tchéquie annoncent leur non-participation sans citer de raisons.

### Tirage au sort des demi-finales

Pays participant à la première demi-finale
Pays pré-qualifié votant dans la première demi-finale
Pays participant à la deuxième demi-finale
Pays pré-qualifié votant dans la deuxième demi-finale

Pour répartir les pays dans les différentes demi-finales, un tirage au sort se déroule. Lors de ce même tirage au sort, les pays qualifiés d'office pour la finale — le Danemark, pays hôte, ainsi que les cinq principaux contributeurs financiers de l'UER : l'Allemagne, l'Espagne, la France, l'Italie et le Royaume-Uni — tirent, pour leur part, la demi-finale durant laquelle ils auront le droit de vote.
Cependant, préalablement au tirage, la Norvège et la Suède ont déjà été réparties sur demande du diffuseur DR afin d'assurer que les pays nordiques soient équitablement répartis dans les demi-finales. Ainsi, la Suède participe à la première demi-finale, tandis que la Norvège participe à la deuxième demi-finale. De plus, Israël a été placé dans la deuxième demi-finale, car le jour de l'indépendance coïncidait avec le jour de la première demi-finale. Enfin, l'Allemagne a demandé à voter lors de la seconde demi-finale, ce qui lui a été accordé.
Ce tirage a lieu le 20 janvier 2014 et est en fonction des lots suivants, basés sur les tendances des votes lors des neuf Concours précédents :
| Lot 1                                                  | Lot 2                                                | Lot 3                                                    | Lot 4                                             | Lot 5                                        | Lot 6                                    |
| ------------------------------------------------------ | ---------------------------------------------------- | -------------------------------------------------------- | ------------------------------------------------- | -------------------------------------------- | ---------------------------------------- |
| - Albanie - Macédoine - Monténégro - Slovénie - Suisse | - Estonie - Finlande - Islande - Lettonie - Lituanie | - Azerbaïdjan - Biélorussie - Géorgie - Russie - Ukraine | - Arménie - Belgique - Grèce - Irlande - Pays-Bas | - Autriche - Hongrie - Pologne - Saint-Marin | - Malte - Moldavie - Roumanie - Portugal |

### Artistes de retour
L'édition 2014 voit deux pays être représentés par des artistes ayant déjà participé :
| Pays        | Artiste            | Année(s) précédente(s) |
| ----------- | ------------------ | ---------------------- |
| Roumanie    | Paula Seling & Ovi | 2010                   |
| Saint-Marin | Valentina Monetta  | 2012, 2013             |

Les jumelles Tolmatchevy, représentantes de la Russie, ont quant à elles remportées le concours junior en 2006.

### Cartes postales
Les cartes postales, diffusées avant la prestation de chaque pays, montrent chaque artiste recréer le drapeau de son pays par différents moyens. Ainsi, les représentants néerlandais ont recours à des tulipes de couleurs rouge, blanche et bleue, et les représentants roumains utilisent des feux d'artifice. Les différentes méthodes utilisées par les artistes sont très diverses. Chaque artiste présentait une photo de son drapeau terminé qui prenait ensuite la forme d'un diamant avant de laisser place à la prestation.

### Répétitions
Les répétitions des demi-finalistes se déroulent la semaine précédant le Concours, du 28 avril 2014 au 3 mai 2014. Chaque participant a deux répétitions individuelles. La première d'une durée de 30 minutes, la seconde d'une durée de 20 minutes, se déroulant dans l'ordre de passage des demi-finales. Les pays qualifiés d'office — le Danemark et le Big Five — ont également deux répétitions : la première le dimanche 4 mai 2014 et la seconde le mercredi 7 mai 2014. Deux conférences de presse par participant sont également prévues : une après chaque répétition.
Les répétitions générales sont au nombre de trois par show : deux la veille et une le jour-même. La deuxième répétition générale, qui a lieu la veille du show à la même heure, est la répétition durant laquelle les jurys nationaux enregistrent leurs votes. Elle est donc d'une grande importance pour les participants.

### Première demi-finale
Cette demi-finale se déroule le mardi 6 mai 2014. Le Danemark, l'Espagne et la France votent lors de cette demi-finale.
Les dix qualifiés de cette demi-finale sont l'Arménie, la Suède, l'Islande, la Russie, l'Azerbaïdjan, l'Ukraine, Saint-Marin, les Pays-Bas, le Monténégro et la Hongrie. Saint-Marin se qualifie ainsi pour la première fois depuis ses débuts en 2008, avec Valentina Monetta lors de la troisième participation de la chanteuse. Le Monténégro se qualifie également pour sa première finale depuis ses débuts en 2007. À l'inverse, la Moldavie échoue en demi-finale pour la première fois depuis 2008.
- Qualifiés
- Dernier

| Ordre | Pays        | Artiste                  | Chanson              | Langue      | Place | Points |
| ----- | ----------- | ------------------------ | -------------------- | ----------- | ----- | ------ |
| 01    | Arménie     | Aram Mp3                 | Not Alone            | Anglais     | 04    | 121    |
| 02    | Lettonie    | Aarzemnieki              | Cake to Bake         | Anglais     | 13    | 33     |
| 03    | Estonie     | Tanja                    | Amazing              | Anglais     | 12    | 36     |
| 04    | Suède       | Sanna Nielsen            | Undo                 | Anglais     | 02    | 131    |
| 05    | Islande     | Pollapönk                | No Prejudice         | Anglais     | 08    | 61     |
| 06    | Albanie     | Hersi                    | One Night's Anger    | Anglais     | 15    | 22     |
| 07    | Russie      | Les jumelles Tolmatchevy | Shine                | Anglais     | 06    | 63     |
| 08    | Azerbaïdjan | Dilara Kazimova          | Start a Fire         | Anglais     | 09    | 57     |
| 09    | Ukraine     | Mariya Yaremtchouk       | Tick-Tock            | Anglais     | 05    | 118    |
| 10    | Belgique    | Axel Hirsoux             | Mother               | Anglais     | 14    | 28     |
| 11    | Moldavie    | Cristina Scarlat         | Wild Soul            | Anglais     | 16    | 13     |
| 12    | Saint-Marin | Valentina Monetta        | Maybe (Forse)        | Anglais     | 10    | 40     |
| 13    | Portugal    | Suzy                     | Quero ser tua        | Portugais   | 11    | 39     |
| 14    | Pays-Bas    | The Common Linnets       | Calm After the Storm | Anglais     | 01    | 150    |
| 15    | Monténégro  | Sergej Ćetković          | Moj svijet           | Monténégrin | 07    | 63     |
| 16    | Hongrie     | András Kállay-Saunders   | Running              | Anglais     | 03    | 127    |

### Deuxième demi-finale
Cette demi-finale se déroule le 8 mai 2014. L'Allemagne, l'Italie et le Royaume-Uni votent lors de cette demi-finale.
Les dix qualifiés de cette demi-finale sont Malte, la Norvège, la Pologne, l'Autriche, la Finlande, la Biélorussie, la Suisse, la Grèce, la Slovénie et la Roumanie. La Slovénie, la Suisse et l'Autriche accèdent toutes trois à la finale pour la première fois depuis 2011. Pour la Pologne, c'est la première qualification depuis 2009. À l'inverse, la Lituanie ne se qualifie pas. L'Eurovision 2014 devient alors le premier Eurovision depuis l'édition 2010 à ne voir aucun pays balte en finale. C'est également la première fois depuis 2009 que l'Irlande ne se qualifie pas.
- Qualifiés
- Dernier

| Ordre | Pays        | Artiste                        | Chanson                      | Langue            | Place | Points |
| ----- | ----------- | ------------------------------ | ---------------------------- | ----------------- | ----- | ------ |
| 01    | Malte       | Firelight                      | Coming Home                  | Anglais           | 09    | 63     |
| 02    | Israël      | Mei Feingold                   | Same Heart                   | Hébreu, anglais   | 14    | 19     |
| 03    | Norvège     | Carl Espen                     | Silent Storm                 | Anglais           | 06    | 77     |
| 04    | Géorgie     | The Shin & Mariko              | Three Minutes to Earth       | Anglais           | 15    | 15     |
| 05    | Pologne     | Donatan & Cleo                 | My słowianie (We are Slavic) | Polonais, anglais | 08    | 70     |
| 06    | Autriche    | Conchita Wurst                 | Rise Like a Phoenix          | Anglais           | 01    | 169    |
| 07    | Lituanie    | Vilija Matačiūnaitė            | Attention                    | Anglais           | 11    | 36     |
| 08    | Finlande    | Softengine                     | Something Better             | Anglais           | 03    | 97     |
| 09    | Irlande     | Can-linn feat. Kasey Smith     | Heartbeat                    | Anglais           | 12    | 35     |
| 10    | Biélorussie | Teo                            | Cheesecake                   | Anglais           | 05    | 87     |
| 11    | Macédoine   | Tijana                         | To the Sky                   | Anglais           | 13    | 33     |
| 12    | Suisse      | Sebalter                       | Hunter of Stars              | Anglais           | 04    | 92     |
| 13    | Grèce       | Freaky Fortune feat. Riskykidd | Rise Up                      | Anglais           | 07    | 74     |
| 14    | Slovénie    | Tinkara Kovač                  | Round and Round              | Slovène, anglais  | 10    | 52     |
| 15    | Roumanie    | Paula Seling & Ovi             | Miracle                      | Anglais           | 02    | 125    |

### Finale
La finale a lieu le samedi 10 mai 2014. Le pays hôte, le Danemark, tire au sort le numéro 23 dans l'ordre de passage pour la finale lors du Meeting des Délégations, le 17 mars 2014. Après leur seconde répétition, les pays du Big 5 procèdent à un tirage au sort déterminant dans quelle partie de la finale ils concourront. Pour les vingt qualifiés, une conférence de presse est organisée à la suite de chaque demi-finale durant laquelle un tirage au sort similaire a ensuite lieu,. L'ordre de passage de la finale est ainsi annoncé dans la nuit suivant la deuxième demi-finale.

#### Entracte
Pendant l'entracte de la finale, l'Ode à la joie est interprétée par un groupe de chanteurs. Ensuite, les vingt-six finalistes et Emmelie de Forest interprètent la chanson Rainmaker. Un appel au public a également été fait, se présentant comme un concours d'idées d'entractes et bien qu'une de ces idées ait été adaptée, l'entracte correspondant a finalement été annulé.

#### Vote
Très rapidement dans le vote, l'Autriche, les Pays-Bas, la Suède, l'Arménie et la Hongrie se démarquent, menant le classement les uns après les autres. Au fur et à mesure des votes, l'Arménie et la Hongrie se font distancer et c'est à partir du 12e vote, le vote français, que l'Autriche prend définitivement la tête du classement. Comme en 2013, le vainqueur est annoncé dès lors qu'il est mathématiquement impossible qu'un autre pays prenne la tête du classement. Dans ce cas précis, c'est le 34e vote, le vote ukrainien, qui marque la fin du suspense.

#### Résultats

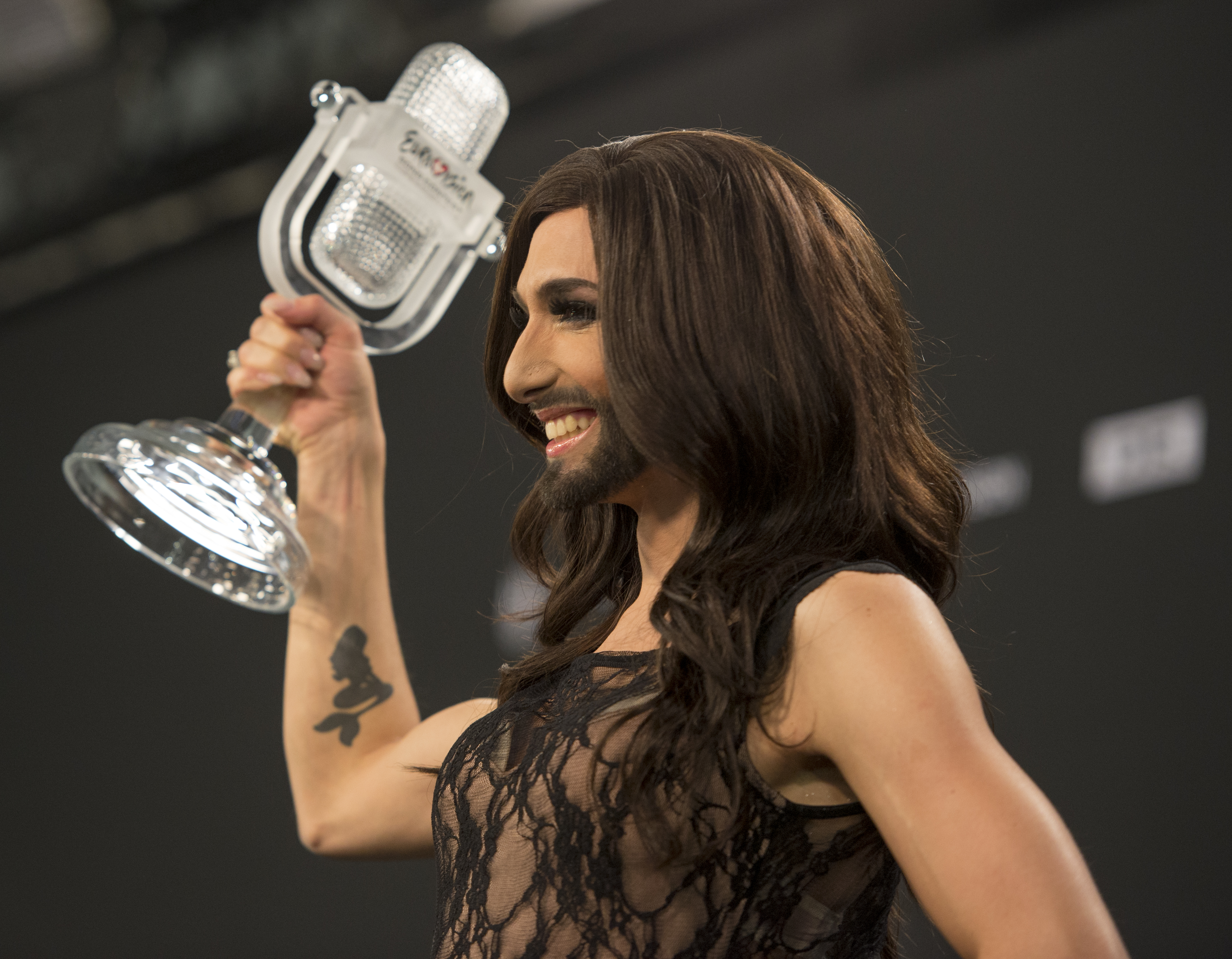
Conchita Wurst, lauréate du concours 2014.

La victoire est remportée par l'Autriche, grâce à Conchita Wurst et à sa chanson Rise Like a Phoenix qui remporte 290 points. Le pays remporte ainsi le Concours pour la deuxième fois après l'édition 1966. Le pays bat alors le record de temps entre deux victoires, avec un intervalle de quarante-huit années. Les Pays-Bas arrivent en deuxième position, avec 238 points, réalisant ainsi leur meilleur placement depuis 1975. La troisième position revient à la Suède avec un total de 218 points. Viennent ensuite l'Arménie avec 174 points, qui égalise ainsi son meilleur score de 2008, et la Hongrie avec 143 points, qui réalise ainsi son meilleur résultat depuis 1994. Le Top 10 est complété par l'Ukraine, la Russie, la Norvège, le Danemark, pays hôte et l'Espagne.
Le seul pays du Big Five à atteindre le Top 10 est l'Espagne. Les quatre autres terminent en fin de classement : le Royaume-Uni arrive 17e, l'Allemagne 18e, l'Italie 21e et la France arrive en 26e et dernière place pour la première fois avec seulement 2 points.
- Premier
- Deuxième
- Troisième
- Dernier

| Ordre | Pays         | Artiste                        | Chanson                      | Langue            | Place | Points |
| ----- | ------------ | ------------------------------ | ---------------------------- | ----------------- | ----- | ------ |
| 01    | Ukraine      | Mariya Yaremtchouk             | Tick-Tock                    | Anglais           | 06    | 113    |
| 02    | Biélorussie  | Teo                            | Cheesecake                   | Anglais           | 16    | 43     |
| 03    | Azerbaïdjan  | Dilara Kazimova                | Start a Fire                 | Anglais           | 22    | 33     |
| 04    | Islande      | Pollapönk                      | No Prejudice                 | Anglais           | 15    | 58     |
| 05    | Norvège      | Carl Espen                     | Silent Storm                 | Anglais           | 08    | 88     |
| 06    | Roumanie     | Paula Seling & Ovi             | Miracle                      | Anglais           | 12    | 72     |
| 07    | Arménie      | Aram Mp3                       | Not Alone                    | Anglais           | 04    | 174    |
| 08    | Monténégro   | Sergej Ćetković                | Moj svijet                   | Monténégrin       | 19    | 37     |
| 09    | Pologne      | Donatan & Cleo                 | My słowianie (We are Slavic) | Polonais, anglais | 14    | 62     |
| 10    | Grèce        | Freaky Fortune feat. Riskykidd | Rise Up                      | Anglais           | 20    | 35     |
| 11    | Autriche     | Conchita Wurst                 | Rise Like a Phoenix          | Anglais           | 01    | 290    |
| 12    | Allemagne    | Elaiza                         | Is it Right?                 | Anglais           | 18    | 39     |
| 13    | Suède        | Sanna Nielsen                  | Undo                         | Anglais           | 03    | 218    |
| 14    | France       | Twin Twin                      | Moustache                    | Français          | 26    | 02     |
| 15    | Russie       | Les jumelles Tolmatchevy       | Shine                        | Anglais           | 07    | 89     |
| 16    | Italie       | Emma Marrone                   | La mia città                 | Italien           | 21    | 33     |
| 17    | Slovénie     | Tinkara Kovač                  | Round and Round              | Slovène, anglais  | 25    | 09     |
| 18    | Finlande     | Softengine                     | Something Better             | Anglais           | 11    | 72     |
| 19    | Espagne      | Ruth Lorenzo                   | Dancing in the Rain          | Anglais, espagnol | 10    | 74     |
| 20    | Suisse       | Sebalter                       | Hunter of Stars              | Anglais           | 13    | 64     |
| 21    | Hongrie      | András Kállay-Saunders         | Running                      | Anglais           | 05    | 143    |
| 22    | Malte        | Firelight                      | Coming Home                  | Anglais           | 23    | 32     |
| 23    | Danemark H T | Basim                          | Cliché Love Song             | Anglais           | 09    | 74     |
| 24    | Pays-Bas     | The Common Linnets             | Calm After the Storm         | Anglais           | 02    | 238    |
| 25    | Saint-Marin  | Valentina Monetta              | Maybe (Forse)                | Anglais           | 24    | 14     |
| 26    | Royaume-Uni  | Molly                          | Children of the Universe     | Anglais           | 17    | 40     |

#### Conférence de presse du gagnant
Une conférence de presse a lieu après la finale. Conchita Wurst s'y exprime sur sa victoire — se disant très reconnaissante envers tous ceux qui ont voté pour elle —, sur sa chanson et son message prônant la tolérance, son vécu lors du Concours et sur ses plans de carrière. Elle s'exprime sur la tolérance envers la communauté LGBT. Marquant la clôture du Concours, la conférence se termine lorsque Jon Ola Sand, superviseur exécutif du Concours, remet à la délégation autrichienne un premier cahier des charges pour l'accueil de l'édition suivante.

### Tableaux des votes

#### Première demi-finale
- Pays qualifiés
- Dernier

| Résultats séparés jury/télévote de la première demi-finale | Résultats séparés jury/télévote de la première demi-finale | Résultats séparés jury/télévote de la première demi-finale | Résultats séparés jury/télévote de la première demi-finale | Résultats séparés jury/télévote de la première demi-finale |
| - Dix premiers des jurys - Dix premiers du télévote        | Jurys                                                      | Jurys                                                      | Télévote                                                   | Télévote                                                   |
| - Dix premiers des jurys - Dix premiers du télévote        | Place                                                      | Points                                                     | Place                                                      | Points                                                     |
| ---------------------------------------------------------- | ---------------------------------------------------------- | ---------------------------------------------------------- | ---------------------------------------------------------- | ---------------------------------------------------------- |
| Arménie                                                    | 4e                                                         | 102                                                        | 4e                                                         | 121                                                        |
| Lettonie                                                   | 12e                                                        | 27                                                         | 13e                                                        | 40                                                         |
| Estonie                                                    | 10e                                                        | 61                                                         | 16e                                                        | 13                                                         |
| Suède                                                      | 2e                                                         | 125                                                        | 3e                                                         | 122                                                        |
| Islande                                                    | 8e                                                         | 68                                                         | 9e                                                         | 50                                                         |
| Albanie                                                    | 9e                                                         | 64                                                         | 14e                                                        | 23                                                         |
| Russie                                                     | 11e                                                        | 57                                                         | 6e                                                         | 73                                                         |
| Azerbaïdjan                                                | 5e                                                         | 94                                                         | 12e                                                        | 41                                                         |
| Ukraine                                                    | 6e                                                         | 88                                                         | 5e                                                         | 119                                                        |
| Belgique                                                   | 14e                                                        | 24                                                         | 11e                                                        | 41                                                         |
| Moldavie                                                   | 15e                                                        | 24                                                         | 15e                                                        | 14                                                         |
| Saint-Marin                                                | 13e                                                        | 25                                                         | 8e                                                         | 58                                                         |
| Portugal                                                   | 16e                                                        | 17                                                         | 7e                                                         | 72                                                         |
| Pays-Bas                                                   | 1re                                                        | 130                                                        | 1re                                                        | 147                                                        |
| Monténégro                                                 | 7e                                                         | 74                                                         | 10e                                                        | 43                                                         |
| Hongrie                                                    | 3e                                                         | 122                                                        | 2e                                                         | 125                                                        |
| Le tableau suit l'ordre de passage des pays participants.  |                                                            |                                                            |                                                            |                                                            |

| Méthode de vote : - 50 % jury et 50 % télévote - 100 % jury | Méthode de vote : - 50 % jury et 50 % télévote - 100 % jury | Points attribués     | Points attribués       | Points attribués     | Points attribués    | Points attribués     | Points attribués     | Points attribués     | Points attribués         | Points attribués     | Points attribués       | Points attribués       | Points attribués       | Points attribués    | Points attribués     | Points attribués      | Points attribués      | Points attribués    | Points attribués     | Points attribués     | Points attribués |
| ----------------------------------------------------------- | ----------------------------------------------------------- | -------------------- | ---------------------- | -------------------- | ------------------- | -------------------- | -------------------- | -------------------- | ------------------------ | -------------------- | ---------------------- | ---------------------- | ---------------------- | ------------------- | -------------------- | --------------------- | --------------------- | ------------------- | -------------------- | -------------------- | ---------------- |
| Méthode de vote : - 50 % jury et 50 % télévote - 100 % jury | Méthode de vote : - 50 % jury et 50 % télévote - 100 % jury | Drapeau de l'Arménie | Drapeau de la Lettonie | Drapeau de l'Estonie | Drapeau de la Suède | Drapeau de l'Islande | Drapeau de l'Albanie | Drapeau de la Russie | Drapeau de l'Azerbaïdjan | Drapeau de l'Ukraine | Drapeau de la Belgique | Drapeau de la Moldavie | Drapeau de Saint-Marin | Drapeau du Portugal | Drapeau des Pays-Bas | Drapeau du Monténégro | Drapeau de la Hongrie | Drapeau du Danemark | Drapeau de l'Espagne | Drapeau de la France | Total            |
| Pays                                                        | Arménie                                                     |                      | 6                      | 5                    | 8                   | 3                    | 5                    | 12                   | –                        | 12                   | 3                      | –                      | 10                     | 4                   | 12                   | 10                    | 8                     | 5                   | 6                    | 12                   | 121              |
| Pays                                                        | Lettonie                                                    | –                    |                        | 6                    | 1                   | 6                    | –                    | –                    | 7                        | –                    | 5                      | –                      | 2                      | 3                   | –                    | –                     | 2                     | 1                   | –                    | –                    | 33               |
| Pays                                                        | Estonie                                                     | 5                    | 10                     |                      | 5                   | 5                    | –                    | –                    | 5                        | –                    | –                      | –                      | –                      | –                   | –                    | –                     | –                     | –                   | 2                    | 4                    | 36               |
| Pays                                                        | Suède                                                       | 4                    | 8                      | 7                    |                     | 10                   | 6                    | 6                    | –                        | 10                   | 8                      | 10                     | 3                      | 8                   | 8                    | 5                     | 10                    | 10                  | 12                   | 6                    | 131              |
| Pays                                                        | Islande                                                     | –                    | 5                      | 2                    | 7                   |                      | –                    | –                    | –                        | 3                    | 4                      | –                      | 7                      | 1                   | 7                    | –                     | 6                     | 8                   | 3                    | 8                    | 61               |
| Pays                                                        | Albanie                                                     | –                    | –                      | –                    | –                   | –                    |                      | –                    | –                        | –                    | 2                      | –                      | 5                      | –                   | 1                    | 12                    | –                     | 2                   | –                    | –                    | 22               |
| Pays                                                        | Russie                                                      | 7                    | 4                      | 1                    | 2                   | 2                    | –                    |                      | 10                       | 6                    | 1                      | 12                     | –                      | 5                   | –                    | 4                     | 5                     | 4                   | –                    | –                    | 63               |
| Pays                                                        | Azerbaïdjan                                                 | –                    | 2                      | 4                    | –                   | 1                    | 7                    | 10                   |                          | 5                    | –                      | 6                      | 6                      | 2                   | 4                    | 7                     | 1                     | –                   | –                    | 2                    | 57               |
| Pays                                                        | Ukraine                                                     | 12                   | 7                      | 10                   | 6                   | 7                    | 3                    | 7                    | 12                       |                      | 7                      | 8                      | 4                      | 7                   | 5                    | 8                     | 3                     | 7                   | 5                    | –                    | 118              |
| Pays                                                        | Belgique                                                    | 6                    | –                      | –                    | –                   | –                    | –                    | 4                    | 4                        | –                    |                        | 7                      | 1                      | –                   | 3                    | 2                     | –                     | –                   | –                    | 1                    | 28               |
| Pays                                                        | Moldavie                                                    | –                    | –                      | –                    | –                   | –                    | 4                    | 1                    | –                        | 2                    | –                      |                        | –                      | –                   | –                    | 6                     | –                     | –                   | –                    | –                    | 13               |
| Pays                                                        | Saint-Marin                                                 | 2                    | 1                      | 3                    | –                   | 4                    | 8                    | 3                    | 6                        | 4                    | –                      | 1                      |                        | –                   | –                    | –                     | 7                     | –                   | 1                    | –                    | 40               |
| Pays                                                        | Portugal                                                    | 3                    | –                      | –                    | 4                   | –                    | 1                    | –                    | 1                        | –                    | 6                      | 3                      | –                      |                     | 2                    | 3                     | –                     | 3                   | 8                    | 5                    | 39               |
| Pays                                                        | Pays-Bas                                                    | 10                   | 12                     | 12                   | 12                  | 12                   | 2                    | 2                    | 3                        | 7                    | 10                     | 2                      | 12                     | 12                  |                      | 1                     | 12                    | 12                  | 7                    | 10                   | 150              |
| Pays                                                        | Monténégro                                                  | 8                    | –                      | –                    | 3                   | –                    | 12                   | 5                    | 2                        | 1                    | –                      | 5                      | –                      | 6                   | 6                    |                       | 4                     | –                   | 4                    | 7                    | 63               |
| Pays                                                        | Hongrie                                                     | 1                    | 3                      | 8                    | 10                  | 8                    | 10                   | 8                    | 8                        | 8                    | 12                     | 4                      | 8                      | 10                  | 10                   | –                     |                       | 6                   | 10                   | 3                    | 127              |
| Le tableau suit l'ordre de passage des pays participants.   |                                                             |                      |                        |                      |                     |                      |                      |                      |                          |                      |                        |                        |                        |                     |                      |                       |                       |                     |                      |                      |                  |

#### Deuxième demi-finale
- Pays qualifiés
- Dernier

| Résultats séparés jury/télévote de la deuxième demi-finale | Résultats séparés jury/télévote de la deuxième demi-finale | Résultats séparés jury/télévote de la deuxième demi-finale | Résultats séparés jury/télévote de la deuxième demi-finale | Résultats séparés jury/télévote de la deuxième demi-finale |
| - Dix premiers des jurys - Dix premiers par du télévote    | Jurys                                                      | Jurys                                                      | Télévote                                                   | Télévote                                                   |
| - Dix premiers des jurys - Dix premiers par du télévote    | Place                                                      | Points                                                     | Place                                                      | Points                                                     |
| ---------------------------------------------------------- | ---------------------------------------------------------- | ---------------------------------------------------------- | ---------------------------------------------------------- | ---------------------------------------------------------- |
| Malte                                                      | 3e                                                         | 113                                                        | 12e                                                        | 36                                                         |
| Israël                                                     | 15e                                                        | 32                                                         | 14e                                                        | 26                                                         |
| Norvège                                                    | 4e                                                         | 100                                                        | 8e                                                         | 55                                                         |
| Géorgie                                                    | 13e                                                        | 33                                                         | 15e                                                        | 15                                                         |
| Pologne                                                    | 12e                                                        | 34                                                         | 3e                                                         | 116                                                        |
| Autriche                                                   | 1re                                                        | 138                                                        | 1re                                                        | 165                                                        |
| Lituanie                                                   | 11e                                                        | 41                                                         | 11e                                                        | 44                                                         |
| Finlande                                                   | 2e                                                         | 117                                                        | 7e                                                         | 63                                                         |
| Irlande                                                    | 14e                                                        | 33                                                         | 10e                                                        | 47                                                         |
| Biélorussie                                                | 6e                                                         | 71                                                         | 6e                                                         | 86                                                         |
| Macédoine                                                  | 7e                                                         | 70                                                         | 13e                                                        | 28                                                         |
| Suisse                                                     | 10e                                                        | 51                                                         | 4e                                                         | 98                                                         |
| Grèce                                                      | 9e                                                         | 52                                                         | 5e                                                         | 91                                                         |
| Slovénie                                                   | 8e                                                         | 60                                                         | 9e                                                         | 48                                                         |
| Roumanie                                                   | 5e                                                         | 99                                                         | 2e                                                         | 126                                                        |
| Le tableau suit l'ordre de passage des pays participants.  |                                                            |                                                            |                                                            |                                                            |

| Méthode de vote : - 50 % jury et 50 % télévote - 100 % jury | Méthode de vote : - 50 % jury et 50 % télévote - 100 % jury | Points attribués | Points attribués | Points attribués      | Points attribués      | Points attribués      | Points attribués      | Points attribués       | Points attribués       | Points attribués     | Points attribués          | Points attribués                | Points attribués     | Points attribués    | Points attribués       | Points attribués       | Points attribués       | Points attribués    | Points attribués       | Points attribués |
| ----------------------------------------------------------- | ----------------------------------------------------------- | ---------------- | ---------------- | --------------------- | --------------------- | --------------------- | --------------------- | ---------------------- | ---------------------- | -------------------- | ------------------------- | ------------------------------- | -------------------- | ------------------- | ---------------------- | ---------------------- | ---------------------- | ------------------- | ---------------------- | ---------------- |
| Méthode de vote : - 50 % jury et 50 % télévote - 100 % jury | Méthode de vote : - 50 % jury et 50 % télévote - 100 % jury | Drapeau de Malte | Drapeau d’Israël | Drapeau de la Norvège | Drapeau de la Géorgie | Drapeau de la Pologne | Drapeau de l'Autriche | Drapeau de la Lituanie | Drapeau de la Finlande | Drapeau de l'Irlande | Drapeau de la Biélorussie | Drapeau de la Macédoine du Nord | Drapeau de la Suisse | Drapeau de la Grèce | Drapeau de la Slovénie | Drapeau de la Roumanie | Drapeau de l'Allemagne | Drapeau de l'Italie | Drapeau du Royaume-Uni | Total            |
| Pays                                                        | Malte                                                       |                  | –                | 2                     | 8                     | 4                     | 1                     | 1                      | 5                      | 3                    | 4                         | 12                              | 5                    | –                   | –                      | 3                      | 3                      | 5                   | 7                      | 63               |
| Pays                                                        | Israël                                                      | –                |                  | –                     | –                     | –                     | –                     | –                      | 3                      | –                    | 2                         | 5                               | –                    | 6                   | –                      | 1                      | 2                      | –                   | –                      | 19               |
| Pays                                                        | Norvège                                                     | 7                | –                |                       | 5                     | 6                     | 5                     | 8                      | 10                     | 8                    | –                         | 4                               | 2                    | 7                   | 4                      | 4                      | 7                      | –                   | –                      | 77               |
| Pays                                                        | Géorgie                                                     | 2                | –                | –                     |                       | –                     | –                     | 6                      | –                      | –                    | 5                         | –                               | –                    | 1                   | –                      | –                      | 1                      | –                   | –                      | 15               |
| Pays                                                        | Pologne                                                     | 1                | 4                | 7                     | –                     |                       | 2                     | 4                      | –                      | 2                    | 10                        | 3                               | 3                    | 3                   | 5                      | –                      | 12                     | 10                  | 4                      | 70               |
| Pays                                                        | Autriche                                                    | 10               | 10               | 8                     | 10                    | 10                    |                       | 10                     | 12                     | 12                   | 7                         | 6                               | 12                   | 12                  | 10                     | 12                     | 4                      | 12                  | 12                     | 169              |
| Pays                                                        | Lituanie                                                    | –                | –                | 5                     | 7                     | 2                     | –                     |                        | –                      | 5                    | 6                         | –                               | –                    | –                   | –                      | –                      | –                      | 1                   | 10                     | 36               |
| Pays                                                        | Finlande                                                    | –                | 3                | 12                    | 1                     | 8                     | 8                     | 5                      |                        | 10                   | –                         | 10                              | 8                    | 4                   | 2                      | 5                      | 5                      | 8                   | 8                      | 97               |
| Pays                                                        | Irlande                                                     | 4                | 1                | 3                     | –                     | 5                     | 4                     | –                      | –                      |                      | –                         | 7                               | 1                    | 2                   | 1                      | 2                      | –                      | –                   | 5                      | 35               |
| Pays                                                        | Biélorussie                                                 | 6                | 7                | 1                     | 12                    | 7                     | 10                    | 12                     | 7                      | 1                    |                           | 2                               | –                    | 8                   | 6                      | 8                      | –                      | –                   | –                      | 87               |
| Pays                                                        | Macédoine                                                   | 3                | 2                | –                     | 2                     | –                     | –                     | –                      | 1                      | –                    | 1                         |                                 | 10                   | –                   | 12                     | –                      | –                      | 2                   | –                      | 33               |
| Pays                                                        | Suisse                                                      | 5                | 5                | –                     | –                     | 12                    | 6                     | 7                      | 8                      | 6                    | 3                         | 1                               |                      | 5                   | 8                      | 10                     | 10                     | 3                   | 3                      | 92               |
| Pays                                                        | Grèce                                                       | 8                | 6                | 6                     | 3                     | 1                     | 3                     | –                      | 4                      | 4                    | 12                        | –                               | 4                    |                     | 3                      | 7                      | 6                      | 6                   | 1                      | 74               |
| Pays                                                        | Slovénie                                                    | –                | 8                | 4                     | 4                     | 3                     | 7                     | 3                      | 2                      | –                    | –                         | –                               | 6                    | –                   |                        | 6                      | –                      | 7                   | 2                      | 52               |
| Pays                                                        | Roumanie                                                    | 12               | 12               | 10                    | 6                     | –                     | 12                    | 2                      | 6                      | 7                    | 8                         | 8                               | 7                    | 10                  | 7                      |                        | 8                      | 4                   | 6                      | 125              |
| Le tableau suit l'ordre de passage des pays participants.   |                                                             |                  |                  |                       |                       |                       |                       |                        |                        |                      |                           |                                 |                      |                     |                        |                        |                        |                     |                        |                  |

#### Finale
- Premier
- Deuxième
- Troisième
- Dernier

| Résultats séparés jury/télévote de la finale              | Résultats séparés jury/télévote de la finale | Résultats séparés jury/télévote de la finale | Résultats séparés jury/télévote de la finale | Résultats séparés jury/télévote de la finale |
| Pays                                                      | Jurys                                        | Jurys                                        | Télévote                                     | Télévote                                     |
| Pays                                                      | Place                                        | Points                                       | Place                                        | Points                                       |
| --------------------------------------------------------- | -------------------------------------------- | -------------------------------------------- | -------------------------------------------- | -------------------------------------------- |
| Ukraine                                                   | 12e                                          | 78                                           | 8e                                           | 112                                          |
| Biélorussie                                               | 18e                                          | 50                                           | 11e                                          | 56                                           |
| Azerbaïdjan                                               | 8e                                           | 108                                          | 22e                                          | 26                                           |
| Islande                                                   | 15e                                          | 59                                           | 12e                                          | 46                                           |
| Norvège                                                   | 9e                                           | 102                                          | 16e                                          | 39                                           |
| Roumanie                                                  | 17e                                          | 51                                           | 9e                                           | 103                                          |
| Arménie                                                   | 5e                                           | 125                                          | 3e                                           | 193                                          |
| Monténégro                                                | 20e                                          | 48                                           | 18e                                          | 33                                           |
| Pologne                                                   | 23e                                          | 23                                           | 5e                                           | 162                                          |
| Grèce                                                     | 19e                                          | 49                                           | 14e                                          | 43                                           |
| Autriche                                                  | 1re                                          | 224                                          | 1re                                          | 311                                          |
| Allemagne                                                 | 14e                                          | 61                                           | 20e                                          | 31                                           |
| Suède                                                     | 2e                                           | 201                                          | 4e                                           | 190                                          |
| France                                                    | 26e                                          | 5                                            | 26e                                          | 1                                            |
| Russie                                                    | 13e                                          | 70                                           | 6e                                           | 132                                          |
| Italie                                                    | 21e                                          | 37                                           | 19e                                          | 32                                           |
| Slovénie                                                  | 24e                                          | 21                                           | 25e                                          | 15                                           |
| Finlande                                                  | 7e                                           | 114                                          | 17e                                          | 39                                           |
| Espagne                                                   | 11e                                          | 83                                           | 15e                                          | 41                                           |
| Suisse                                                    | 22e                                          | 27                                           | 7e                                           | 114                                          |
| Hongrie                                                   | 4e                                           | 138                                          | 10e                                          | 98                                           |
| Malte                                                     | 6e                                           | 119                                          | 24e                                          | 17                                           |
| Danemark                                                  | 10e                                          | 85                                           | 13e                                          | 43                                           |
| Pays-Bas                                                  | 3e                                           | 200                                          | 2e                                           | 222                                          |
| Saint-Marin                                               | 25e                                          | 16                                           | 23e                                          | 18                                           |
| Royaume-Uni                                               | 16e                                          | 52                                           | 21e                                          | 29                                           |
| Le tableau suit l'ordre de passage des pays participants. |                                              |                                              |                                              |                                              |

| Méthode de vote : - 100 % télévote - 50 % jury et 50 % télévote - 100 % jury                                                                | Méthode de vote : - 100 % télévote - 50 % jury et 50 % télévote - 100 % jury | Points attribués         | Points attribués    | Points attribués      | Points attribués     | Points attribués       | Points attribués    | Points attribués      | Points attribués       | Points attribués     | Points attribués     | Points attribués | Points attribués     | Points attribués       | Points attribués       | Points attribués     | Points attribués     | Points attribués                | Points attribués    | Points attribués          | Points attribués       | Points attribués | Points attribués    | Points attribués      | Points attribués     | Points attribués      | Points attribués       | Points attribués     | Points attribués       | Points attribués       | Points attribués      | Points attribués     | Points attribués       | Points attribués    | Points attribués     | Points attribués     | Points attribués      | Points attribués       | Points attribués |
| --- | ---------------------------------------------------------------------------- | ------------------------ | ------------------- | --------------------- | -------------------- | ---------------------- | ------------------- | --------------------- | ---------------------- | -------------------- | -------------------- | ---------------- | -------------------- | ---------------------- | ---------------------- | -------------------- | -------------------- | ------------------------------- | ------------------- | ------------------------- | ---------------------- | ---------------- | ------------------- | --------------------- | -------------------- | --------------------- | ---------------------- | -------------------- | ---------------------- | ---------------------- | --------------------- | -------------------- | ---------------------- | ------------------- | -------------------- | -------------------- | --------------------- | ---------------------- | ---------------- |
| Méthode de vote : - 100 % télévote - 50 % jury et 50 % télévote - 100 % jury                                                                | Méthode de vote : - 100 % télévote - 50 % jury et 50 % télévote - 100 % jury | Drapeau de l'Azerbaïdjan | Drapeau de la Grèce | Drapeau de la Pologne | Drapeau de l'Albanie | Drapeau de Saint-Marin | Drapeau du Danemark | Drapeau du Monténégro | Drapeau de la Roumanie | Drapeau de la Russie | Drapeau des Pays-Bas | Drapeau de Malte | Drapeau de la France | Drapeau du Royaume-Uni | Drapeau de la Lettonie | Drapeau de l'Arménie | Drapeau de l'Islande | Drapeau de la Macédoine du Nord | Drapeau de la Suède | Drapeau de la Biélorussie | Drapeau de l'Allemagne | Drapeau d’Israël | Drapeau du Portugal | Drapeau de la Norvège | Drapeau de l'Estonie | Drapeau de la Hongrie | Drapeau de la Moldavie | Drapeau de l'Irlande | Drapeau de la Finlande | Drapeau de la Lituanie | Drapeau de l'Autriche | Drapeau de l'Espagne | Drapeau de la Belgique | Drapeau de l'Italie | Drapeau de l'Ukraine | Drapeau de la Suisse | Drapeau de la Géorgie | Drapeau de la Slovénie | Total            |
| Pays | Ukraine                                                                      | 10                       | 5                   | 5                     | –                    | –                      | 1                   | 7                     | –                      | 7                    | –                    | –                | –                    | –                      | 7                      | –                    | –                    | –                               | –                   | 8                         | –                      | 5                | –                   | –                     | 8                    | 2                     | 10                     | –                    | 2                      | 5                      | 5                     | 6                    | 4                      | 10                  |                      | –                    | 6                     | –                      | 113              |
| Pays | Biélorussie                                                                  | 7                        | –                   | –                     | –                    | –                      | –                   | 1                     | –                      | 12                   | –                    | –                | –                    | –                      | –                      | 8                    | –                    | –                               | –                   |                           | –                      | 1                | –                   | –                     | –                    | –                     | 5                      | –                    | –                      | 3                      | –                     | –                    | –                      | –                   | 6                    | –                    | –                     | –                      | 43               |
| Pays | Azerbaïdjan                                                                  |                          | –                   | –                     | –                    | 12                     | –                   | –                     | –                      | 10                   | –                    | –                | –                    | –                      | –                      | –                    | –                    | –                               | –                   | 3                         | –                      | –                | –                   | –                     | –                    | –                     | –                      | –                    | –                      | –                      | –                     | –                    | –                      | –                   | 1                    | –                    | 7                     | –                      | 33               |
| Pays | Islande                                                                      | –                        | –                   | –                     | –                    | 8                      | 5                   | –                     | –                      | 1                    | 6                    | –                | 7                    | 6                      | –                      | –                    |                      | –                               | 4                   | –                         | 2                      | –                | –                   | 6                     | –                    | 5                     | –                      | –                    | –                      | –                      | 2                     | 1                    | –                      | 7                   | –                    | –                    | –                     | –                      | 58               |
| Pays | Norvège                                                                      | –                        | 3                   | 7                     | –                    | –                      | 6                   | –                     | 1                      | –                    | 10                   | 2                | 2                    | –                      | 5                      | –                    | 1                    | –                               | 3                   | 4                         | 5                      | –                | 3                   |                       | 3                    | –                     | –                      | 7                    | 7                      | 8                      | 1                     | –                    | –                      | –                   | –                    | 5                    | –                     | 5                      | 88               |
| Pays | Roumanie                                                                     | 6                        | –                   | –                     | –                    | –                      | –                   | –                     |                        | –                    | –                    | 8                | –                    | –                      | –                      | –                    | –                    | 4                               | –                   | 1                         | –                      | 8                | 1                   | 4                     | –                    | –                     | 12                     | 2                    | –                      | –                      | 8                     | 8                    | 5                      | 5                   | –                    | –                    | –                     | –                      | 72               |
| Pays | Arménie                                                                      | –                        | 7                   | 1                     | –                    | 6                      | 2                   | 10                    | 7                      | 8                    | 7                    | 6                | 12                   | –                      | 10                     |                      | 2                    | 8                               | 5                   | 10                        | 6                      | 6                | 4                   | –                     | 5                    | 7                     | 3                      | –                    | 4                      | –                      | 12                    | 4                    | –                      | –                   | 10                   | –                    | 12                    | –                      | 174              |
| Pays | Monténégro                                                                   | –                        | –                   | –                     | 6                    | –                      | –                   |                       | –                      | –                    | –                    | –                | –                    | –                      | –                      | 12                   | –                    | 12                              | –                   | –                         | –                      | –                | –                   | –                     | –                    | –                     | –                      | –                    | –                      | –                      | –                     | –                    | –                      | –                   | –                    | –                    | –                     | 7                      | 37               |
| Pays | Pologne                                                                      | 2                        | 1                   |                       | –                    | –                      | –                   | 4                     | –                      | –                    | –                    | –                | 5                    | –                      | –                      | –                    | 3                    | 5                               | 2                   | 7                         | 10                     | –                | –                   | 2                     | –                    | 3                     | 2                      | –                    | –                      | –                      | –                     | –                    | –                      | 8                   | 7                    | –                    | –                     | 1                      | 62               |
| Pays | Grèce                                                                        | 4                        |                     | –                     | 2                    | –                      | –                   | –                     | –                      | 4                    | –                    | 1                | –                    | 2                      | –                      | 7                    | –                    | –                               | –                   | 6                         | –                      | 2                | –                   | –                     | –                    | –                     | –                      | –                    | –                      | –                      | –                     | –                    | –                      | 3                   | –                    | –                    | 4                     | –                      | 35               |
| Pays | Autriche                                                                     | 1                        | 12                  | –                     | 5                    | –                      | 8                   | 2                     | 8                      | 5                    | 12                   | 10               | 10                   | 12                     | 6                      | –                    | 10                   | 3                               | 12                  | –                         | 7                      | 12               | 12                  | 10                    | 4                    | 10                    | 7                      | 12                   | 12                     | 10                     |                       | 12                   | 12                     | 12                  | 8                    | 12                   | 10                    | 12                     | 290              |
| Pays | Allemagne                                                                    | –                        | –                   | 8                     | 4                    | –                      | –                   | –                     | 2                      | –                    | –                    | –                | –                    | –                      | –                      | 6                    | –                    | –                               | –                   | –                         |                        | –                | –                   | –                     | –                    | –                     | –                      | –                    | –                      | –                      | –                     | –                    | –                      | –                   | 5                    | 7                    | 5                     | 2                      | 39               |
| Pays | Suède                                                                        | –                        | 2                   | 4                     | 7                    | 10                     | 12                  | 3                     | 12                     | 2                    | 8                    | 7                | 4                    | 7                      | 8                      | –                    | 7                    | –                               |                     | –                         | –                      | 10               | 8                   | 8                     | 10                   | 8                     | 6                      | 4                    | 10                     | 7                      | 6                     | 10                   | 10                     | –                   | 12                   | 6                    | 2                     | 8                      | 218              |
| Pays | France                                                                       | –                        | –                   | –                     | –                    | –                      | –                   | –                     | –                      | –                    | –                    | –                |                      | –                      | –                      | –                    | –                    | –                               | 1                   | –                         | –                      | –                | –                   | –                     | –                    | –                     | –                      | –                    | 1                      | –                      | –                     | –                    | –                      | –                   | –                    | –                    | –                     | –                      | 2                |
| Pays | Russie                                                                       | 12                       | 10                  | –                     | –                    | –                      | –                   | –                     | –                      |                      | –                    | 5                | –                    | –                      | 2                      | 10                   | –                    | 6                               | –                   | 12                        | –                      | 3                | 2                   | –                     | 1                    | –                     | 8                      | –                    | –                      | 6                      | –                     | –                    | –                      | –                   | 4                    | –                    | 8                     | –                      | 89               |
| Pays | Italie                                                                       | –                        | –                   | –                     | 10                   | –                      | –                   | 6                     | –                      | –                    | –                    | 12               | 1                    | –                      | –                      | –                    | –                    | 2                               | –                   | –                         | –                      | –                | –                   | –                     | –                    | –                     | –                      | –                    | –                      | –                      | –                     | –                    | –                      |                     | –                    | 2                    | –                     | –                      | 33               |
| Pays | Slovénie                                                                     | –                        | –                   | –                     | –                    | –                      | –                   | 8                     | –                      | –                    | –                    | –                | –                    | –                      | –                      | –                    | –                    | 1                               | –                   | –                         | –                      | –                | –                   | –                     | –                    | –                     | –                      | –                    | –                      | –                      | –                     | –                    | –                      | –                   | –                    | –                    | –                     |                        | 9                |
| Pays | Finlande                                                                     | –                        | –                   | 3                     | –                    | 3                      | 4                   | –                     | –                      | –                    | 2                    | –                | –                    | 6                      | 3                      | –                    | 5                    | –                               | 6                   | –                         | 4                      | –                | –                   | 7                     | 6                    | 6                     | –                      | –                    |                        | –                      | 4                     | –                    | 3                      | 6                   | –                    | 4                    | –                     | –                      | 72               |
| Pays | Espagne                                                                      | –                        | –                   | 2                     | 12                   | –                      | –                   | –                     | 5                      | –                    | –                    | –                | 6                    | 5                      | 4                      | 2                    | –                    | –                               | –                   | –                         | 1                      | 4                | –                   | 5                     | 2                    | –                     | –                      | 6                    | –                      | 4                      | –                     |                      | 2                      | –                   | 2                    | 8                    | –                     | 4                      | 74               |
| Pays | Suisse                                                                       | –                        | 4                   | 10                    | –                    | –                      | –                   | 5                     | 6                      | –                    | 3                    | 3                | –                    | 1                      | –                      | 5                    | –                    | –                               | –                   | –                         | 3                      | –                | 7                   | –                     | –                    | 1                     | –                      | 5                    | –                      | 2                      | 3                     | –                    | –                      | 2                   | –                    |                      | 1                     | 3                      | 64               |
| Pays | Hongrie                                                                      | 8                        | 6                   | –                     | 8                    | 7                      | 3                   | 12                    | 10                     | 6                    | 4                    | –                | –                    | –                      | 1                      | –                    | 6                    | 10                              | 7                   | 5                         | –                      | 7                | 6                   | –                     | 7                    |                       | 4                      | 1                    | 5                      | –                      | 7                     | 2                    | 7                      | –                   | 3                    | 1                    | –                     | –                      | 143              |
| Pays | Malte                                                                        | 5                        | –                   | –                     | 1                    | 4                      | –                   | –                     | –                      | –                    | 5                    |                  | –                    | 10                     | –                      | –                    | –                    | –                               | –                   | –                         | –                      | –                | –                   | –                     | –                    | –                     | –                      | 3                    | 3                      | –                      | –                     | –                    | –                      | 1                   | –                    | –                    | –                     | –                      | 32               |
| Pays | Danemark                                                                     | –                        | –                   | 6                     | –                    | 1                      |                     | –                     | 4                      | –                    | 1                    | –                | 3                    | 3                      | –                      | 1                    | 8                    | –                               | 8                   | –                         | 8                      | –                | 5                   | 1                     | –                    | –                     | –                      | –                    | 6                      | 1                      | –                     | 3                    | 6                      | –                   | –                    | 3                    | –                     | 6                      | 74               |
| Pays | Pays-Bas                                                                     | –                        | 8                   | 12                    | –                    | 2                      | 10                  | –                     | 3                      | 3                    |                      | –                | 8                    | 8                      | 12                     | 4                    | 12                   | 7                               | 10                  | 2                         | 12                     | –                | 10                  | 12                    | 12                   | 12                    | –                      | 10                   | 8                      | 12                     | 10                    | 7                    | 8                      | 4                   | –                    | 10                   | –                     | 10                     | 238              |
| Pays | Saint-Marin                                                                  | 3                        | –                   | –                     | 3                    |                        | –                   | –                     | –                      | –                    | –                    | –                | –                    | –                      | –                      | 3                    | –                    | –                               | –                   | –                         | –                      | –                | –                   | –                     | –                    | 4                     | 1                      | –                    | –                      | –                      | –                     | –                    | –                      | –                   | –                    | –                    | –                     | –                      | 14               |
| Pays | Royaume-Uni                                                                  | –                        | –                   | –                     | –                    | 5                      | 7                   | –                     | –                      | –                    | –                    | 4                | –                    |                        | –                      | –                    | 4                    | –                               | –                   | –                         | –                      | –                | –                   | 3                     | –                    | –                     | –                      | 8                    | –                      | –                      | –                     | 5                    | 1                      | –                   | –                    | –                    | 3                     | –                      | 40               |
| Verticalement, le tableau suit l'ordre de passage prévu des candidats. Horizontalement, le tableau suit l'ordre de passage prévu des votes. |                                                                              |                          |                     |                       |                      |                        |                     |                       |                        |                      |                      |                  |                      |                        |                        |                      |                      |                                 |                     |                           |                        |                  |                     |                       |                      |                       |                        |                      |                        |                        |                       |                      |                        |                     |                      |                      |                       |                        |                  |

### Prix Marcel-Bezençon
Les prix Marcel-Bezençon sont remis pour la première fois durant le Concours Eurovision de la chanson 2002 à Tallinn en Estonie pour honorer les meilleures chansons en compétition lors de la finale. Fondés par Christer Björkman (représentant de la Suède lors du Concours 1992 et producteur des concours 2013 et 2016) et Richard Herrey (membre des Herreys et vainqueur suédois du Concours 1984), les prix portent le nom du créateur de la compétition annuelle, Marcel Bezençon. Les prix, remis tous les ans, sont répartis en trois catégories : le prix de la presse attribué par les médias accrédités à la meilleure chanson, le prix de la meilleure performance artistique attribué au meilleur artiste par les commentateurs du concours et, enfin, le prix de la meilleure composition attribué par les auteurs-compositeurs participants aux meilleurs compositeurs de la soirée.
| Catégorie                                   | Pays     | Chanson              | Interprète(s)      | Compositeur(s)                                                        |
| ------------------------------------------- | -------- | -------------------- | ------------------ | --------------------------------------------------------------------- |
| Prix de la meilleure performance artistique | Pays-Bas | Calm After the Storm | The Common Linnets | lse DeLange, JB Meijers, Rob Crosby, Matthew Crosby et Jake Etheridge |
| Prix de la meilleure composition            | Pays-Bas | Calm After the Storm | The Common Linnets | lse DeLange, JB Meijers, Rob Crosby, Matthew Crosby et Jake Etheridge |
| Prix de la presse                           | Autriche | Rise Like a Phoenix  | Conchita Wurst     | Charley Mason, Joey Patulka, Ali Zuckowski et Julian Maas             |

## Incidents et controverses

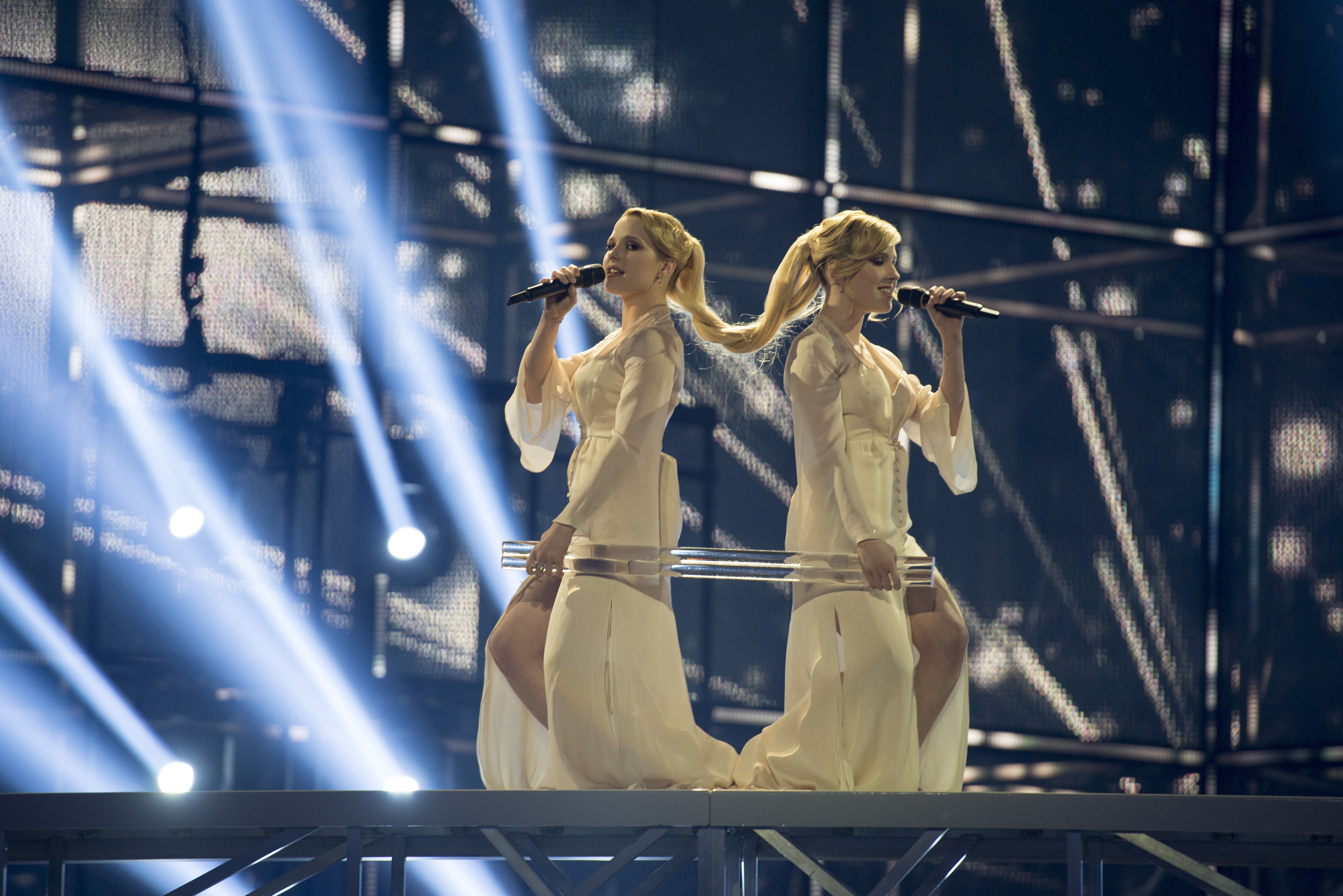
Les jumelles Tolmatchevy, représentant la Russie à l'Eurovision 2014.

### Déclarations d'Aram Mp3
Lors de la semaine du concours, le participant arménien, Aram Mp3, fait quelques remarques concernant l'image que renvoie Conchita Wurst, déclarant que sa façon de vivre n'est « pas naturelle », et qu'il doit, selon lui, décider d'être un homme ou une femme. Son opinion déclenche plusieurs controverses, poussant l'artiste à faire des excuses publiques où il explique que tout ceci n'était qu'une blague. La participante autrichienne accepte ces excuses, en indiquant que « si sa déclaration est une blague, elle est loin d'être amusante, mais il s'est excusé et c'est le principal ».

### Votes du jury géorgien
Lors de la finale, de trop grandes similitudes entre les votes de membres du jury géorgien sont remarquées. En effet, les votes allant de 3 à 12 points sont tous identiques chez les différents membres du jury. Ce phénomène étant statistiquement impossible selon l'UER, les votes du jury géorgien lors de la finale sont tous déclarés invalides et seul le télévote géorgien est pris en compte.

### Porte-parole lituanien
Juste avant d'attribuer les 10 points de la Lituanie, le porte-parole Ingas Krupavičius fait référence à la barbe de Conchita Wurst en déclarant « Il est temps de se raser maintenant », brandissant alors un rasoir et mimant de se raser. Une fois la communication terminée, un des présentateurs, Nikolaj Koppel, répond à ce commentaire en disant « Il est temps de se raser ? Je ne crois pas », le pays suivant dans l'ordre du vote étant justement l'Autriche.

### Réaction du public aux représentantes russes
Les représentantes de la Russie, les jumelles Tolmatchevy, sont la cible de vives huées pendant la première demi-finale et lorsqu'elles se qualifient, ainsi que le soir de la finale et pendant la procédure de vote. Ces huées sont entendues à plusieurs reprises lorsqu'un pays, voisin de la Russie ou non, accorde ses points à cette dernière.

### Intrusion d'un activiste
Après la victoire de Conchita Wurst et sa reprise de la chanson et peu avant la fin de la diffusion télévisée du programme, de nombreux photographes se sont rassemblés autour de la gagnante. Pendant cette session de photo, l'activiste estonien du mouvement Free Anakata Meelis Kaldalu réussit à passer la sécurité. Il donne alors des fleurs et un drapeau danois à Conchita Wurst puis s'agenouille devant elle. L'échange entre les deux n'était pas audible par les autres personnes présentes. Lorsque la sécurité comprend l'intrusion, ils tirent Meelis Kaldalu hors de scène tandis que celui-ci brandit une pancarte sur laquelle est écrit « #free anakata »,.

## Retransmission du Concours
Le Concours 2014 est diffusé dans les trente-sept pays participants, ainsi que dans huit pays ne participant pas. Les diffuseurs et commentateurs sont répertoriés dans les tableaux ci-dessous.

### Dans les pays participants
| Pays        | Diffuseur et commentateur(s)                                                 | Diffuseur et commentateur(s)            | Diffuseur et commentateur(s)                  | Porte-parole         | Réf.    |
| Pays        | Première demi-finale                                                         | Deuxième demi-finale                    | Finale                                        | Porte-parole         | Réf.    |
| ----------- | ---------------------------------------------------------------------------- | --------------------------------------- | --------------------------------------------- | -------------------- | ------- |
| Albanie     | RTSH 1, RTSH Muzikë, Radio Tirana                                            | RTSH 1, RTSH Muzikë, Radio Tirana       | RTSH 1, RTSH Muzikë, Radio Tirana             | Andri Xhahu          | [ 66 ]  |
| Albanie     | Andri Xhahu                                                                  |                                         |                                               | Andri Xhahu          | [ 66 ]  |
| Allemagne   | Phoenix, EinsPlus                                                            | Phoenix, EinsPlus                       | Das Erste, EinsPlus                           | Helene Fischer       | [ 67 ]  |
| Allemagne   | Peter Urban                                                                  |                                         |                                               | Helene Fischer       | [ 67 ]  |
| Arménie     | Arménie 1                                                                    | Arménie 1                               | Arménie 1                                     | Anna Avanesyan       | [ 68 ]  |
| Arménie     | Erik Antaranyan et Anna Avanesyan                                            |                                         |                                               | Anna Avanesyan       | [ 68 ]  |
| Autriche    | ORF 1                                                                        | ORF 1                                   | ORF 1                                         | Kati Bellowitsch     | [ 69 ]  |
| Autriche    | Andi Knoll                                                                   |                                         |                                               | Kati Bellowitsch     | [ 69 ]  |
| Azerbaïdjan | İTV                                                                          | İTV                                     | İTV                                           | Sabina Babayeva      | [ 70 ]  |
| Azerbaïdjan | Inconnu                                                                      |                                         |                                               | Sabina Babayeva      | [ 70 ]  |
| Belgique    | (fr) La Une                                                                  | (fr) La Une                             | (fr) La Une                                   | Angelique Vlieghe    | [ 71 ]  |
| Belgique    | Maureen Louys et Jean-Louis Lahaye                                           |                                         |                                               | Angelique Vlieghe    | [ 71 ]  |
| Belgique    | (nl) Één                                                                     | (nl) Één                                | (nl) Één                                      | Angelique Vlieghe    | [ 72 ]  |
| Belgique    | Peter Van der Veire et Eva Daeleman                                          |                                         |                                               | Angelique Vlieghe    | [ 72 ]  |
| Biélorussie | Belarus 1, Belarus 24                                                        | Belarus 1, Belarus 24                   | Belarus 1, Belarus 24                         | Alena Lanskaya       | [ 73 ]  |
| Biélorussie | Evgeny Perlin                                                                |                                         |                                               | Alena Lanskaya       | [ 73 ]  |
| Danemark    | DR1                                                                          | DR1                                     | DR1                                           | Sofie Lassen-Kahlke  | ,       |
| Danemark    | Anders Bisgaard                                                              | Anders Bisgaard                         | Ole Tøpholm                                   | Sofie Lassen-Kahlke  | ,       |
| Espagne     | La 2                                                                         | Non diffusée                            | La 1                                          | Carolina Casado      | [ 77 ]  |
| Espagne     | José María Íñigo                                                             | Non diffusée                            | José María Íñigo                              | Carolina Casado      | [ 77 ]  |
| Estonie     | (et) ETV                                                                     | (et) ETV                                | (et) ETV                                      | Lauri Pihlap         | [ 78 ]  |
| Estonie     | Marko Reikop                                                                 |                                         |                                               | Lauri Pihlap         | [ 78 ]  |
| Finlande    | Yle TV2                                                                      | Yle TV2                                 | Yle TV2                                       | Redrama              | [ 79 ]  |
| Finlande    | (fi) Jorma Hietamäki et Sanna Pirkkalainen (sv) Eva Frantz et Johan Lindroos |                                         |                                               | Redrama              | [ 79 ]  |
| France      | France Ô                                                                     | Non diffusée                            | France 3                                      | Elodie Suigo         | [ 80 ]  |
| France      | Audrey Chauveau et Bruno Berberes                                            | Non diffusée                            | Cyril Féraud et Natasha St-Pier               | Elodie Suigo         | [ 80 ]  |
| Géorgie     | Pirveli Arkhi                                                                | Pirveli Arkhi                           | Pirveli Arkhi                                 | Nodi et Sophie       | [ 81 ]  |
| Géorgie     | Lado Tatishvili et Tamuna Museridze                                          |                                         |                                               | Nodi et Sophie       | [ 81 ]  |
| Grèce       | NERIT                                                                        | NERIT                                   | NERIT                                         | Andriana Maggania    | [ 82 ]  |
| Grèce       | Maria Kozakou et Yórgos Kapoutzídis                                          |                                         |                                               | Andriana Maggania    | [ 82 ]  |
| Hongrie     | M1                                                                           | M1                                      | M1                                            | Éva Novodomszky      | [ 83 ]  |
| Hongrie     | Gábor Gundel Takács                                                          |                                         |                                               | Éva Novodomszky      | [ 83 ]  |
| Irlande     | RTÉ Two                                                                      | RTÉ Two                                 | RTÉ One                                       | Nicky Byrne          | [ 84 ]  |
| Irlande     | Marty Whelan                                                                 |                                         |                                               | Nicky Byrne          | [ 84 ]  |
| Islande     | RÚV                                                                          | RÚV                                     | RÚV                                           | Benedikt Valsson     | [ 85 ]  |
| Islande     | Felix Bergsson                                                               |                                         |                                               | Benedikt Valsson     | [ 85 ]  |
| Israël      | Aroutz 1                                                                     | Aroutz 1                                | Aroutz 1                                      | Ofer Nachshon        | [ 86 ]  |
| Israël      | Diffusion sous-titrée en hébreu                                              |                                         |                                               | Ofer Nachshon        | [ 86 ]  |
| Israël      | Aroutz 33                                                                    |                                         |                                               | Ofer Nachshon        | [ 86 ]  |
| Israël      | Diffusion sous-titrée en arabe                                               |                                         |                                               | Ofer Nachshon        | [ 86 ]  |
| Israël      | (he) IBA 88FM                                                                | (he) IBA 88FM                           | (he) IBA 88FM                                 | Ofer Nachshon        | [ 87 ]  |
| Israël      | Kobi Menora et Yuval Caspin                                                  |                                         |                                               | Ofer Nachshon        | [ 87 ]  |
| Italie      | Rai 4                                                                        | Rai 4                                   | Rai 1                                         | Linus                | ,       |
| Italie      | Marco Ardemagni et Filippo Solibello                                         | Marco Ardemagni et Filippo Solibello    | Linus et Nicola Savino                        | Linus                | ,       |
| Lettonie    | LTV1                                                                         | LTV1                                    | LTV1                                          | Ralfs Eilands        | [ 90 ]  |
| Lettonie    | Valters Frīdenbergs et Kārlis Būmeisters                                     |                                         |                                               | Ralfs Eilands        | [ 90 ]  |
| Lituanie    | LRT Televizija                                                               | LRT Televizija                          | LRT Televizija                                | Ignas Krupavičius    | [ 91 ]  |
| Lituanie    | Darius Užkuraitis                                                            |                                         |                                               | Ignas Krupavičius    | [ 91 ]  |
| Macédoine   | MRT 1, MRT Sat                                                               | MRT 1, MRT Sat                          | MRT 1, MRT Sat                                | Marko Mark           | ,       |
| Macédoine   | Karolina Petkovska                                                           |                                         |                                               | Marko Mark           | ,       |
| Malte       | TVM                                                                          | TVM                                     | TVM                                           | Valentina Rossi      | [ 94 ]  |
| Malte       | Carlo Borg Bonaci                                                            |                                         |                                               | Valentina Rossi      | [ 94 ]  |
| Moldavie    | Moldova 1                                                                    | Moldova 1                               | Moldova 1                                     | Olivia Furtuna       | ,       |
| Moldavie    | Daniela Babici                                                               |                                         |                                               | Olivia Furtuna       | ,       |
| Monténégro  | TVCG 1                                                                       | TVCG 1                                  | TVCG 1                                        | Tijana Mišković      | [ 97 ]  |
| Monténégro  | Dražen Bauković and Tamara Ivanković                                         |                                         |                                               | Tijana Mišković      | [ 97 ]  |
| Monténégro  | Radio Crne Gore, Radio 98                                                    |                                         |                                               | Tijana Mišković      | [ 97 ]  |
| Monténégro  | Sonja Savović et Sanja Pejović                                               |                                         |                                               | Tijana Mišković      | [ 97 ]  |
| Norvège     | NRK1                                                                         | NRK1                                    | NRK1                                          | Margrethe Røed       | [ 98 ]  |
| Norvège     | Olav Viksmo-Slettan                                                          |                                         |                                               | Margrethe Røed       | [ 98 ]  |
| Norvège     | Non diffusées                                                                | Non diffusées                           | NRK3                                          | Margrethe Røed       | [ 99 ]  |
| Norvège     | Non diffusées                                                                | Non diffusées                           | Ronny Aase, Silje Nordnes et Line Elvsåshagen | Margrethe Røed       | [ 99 ]  |
| Pays-Bas    | Nederland 1                                                                  | Nederland 1                             | Nederland 1                                   | Tim Douwsma          | [ 100 ] |
| Pays-Bas    | Jan Smit et Cornald Maas                                                     |                                         |                                               | Tim Douwsma          | [ 100 ] |
| Pologne     | TVP 1, TVP Polonia                                                           | TVP 1, TVP Polonia                      | TVP 1, TVP Polonia                            | Paulina Chylewska    | [ 101 ] |
| Pologne     | Artur Orzech                                                                 |                                         |                                               | Paulina Chylewska    | [ 101 ] |
| Portugal    | RTP1                                                                         | RTP1                                    | RTP1                                          | Joana Teles          | [ 102 ] |
| Portugal    | Sílvia Alberto                                                               |                                         |                                               | Joana Teles          | [ 102 ] |
| Roumanie    | TVR1                                                                         | TVR1                                    | TVR1                                          | Sonia Argint Ionescu | ,       |
| Roumanie    | Bogdan Stănescu                                                              |                                         |                                               | Sonia Argint Ionescu | ,       |
| Royaume-Uni | BBC Four                                                                     | BBC Four                                | BBC One                                       | Scott Mills          | ,       |
| Royaume-Uni | Scott Mills et Laura Whitmore                                                | Scott Mills et Laura Whitmore           | Graham Norton                                 | Scott Mills          | ,       |
| Royaume-Uni | BBC Radio 2                                                                  |                                         |                                               | Scott Mills          | ,       |
| Royaume-Uni | Ana Matronic                                                                 | Ana Matronic                            | Ken Bruce                                     | Scott Mills          | ,       |
| Russie      | Rossiya 1                                                                    | Rossiya 1                               | Rossiya 1                                     | Alsou                | ,       |
| Russie      | Olga Shelest et Dmitriy Guberniev                                            |                                         |                                               | Alsou                | ,       |
| Saint-Marin | (it) San Marino RTV                                                          | (it) San Marino RTV                     | (it) San Marino RTV                           | Michele Perniola     | [ 110 ] |
| Saint-Marin | Lia Fiorio et Gigi Restivo                                                   |                                         |                                               | Michele Perniola     | [ 110 ] |
| Saint-Marin | (en) SMtv Web TV                                                             | (en) SMtv Web TV                        | (en) SMtv Web TV                              | Michele Perniola     | [ 111 ] |
| Saint-Marin | John Kennedy O'Connor et Jamarie Milkovic                                    |                                         |                                               | Michele Perniola     | [ 111 ] |
| Slovénie    | RTV SLO2                                                                     | RTV SLO2                                | RTV SLO1                                      | Ula Furlan           | [ 112 ] |
| Slovénie    | Andrej Hofer                                                                 |                                         |                                               | Ula Furlan           | [ 112 ] |
| Suède       | SVT1                                                                         | SVT1                                    | SVT1                                          | Alcazar              | [ 113 ] |
| Suède       | Malin Olsson et Edward af Sillén                                             |                                         |                                               | Alcazar              | [ 113 ] |
| Suède       | SR P4                                                                        | SR P4                                   | SR P4                                         | Alcazar              | [ 114 ] |
| Suède       | Carolina Norén et Ronnie Ritterland                                          |                                         |                                               | Alcazar              | [ 114 ] |
| Suisse      | (de) SRF zwei                                                                | (de) SRF zwei                           | (de) SRF 1                                    | Kurt Aeschbacher     | ,       |
| Suisse      | Sven Epiney                                                                  |                                         |                                               | Kurt Aeschbacher     | ,       |
| Suisse      | Non diffusée                                                                 | (fr) RTS Deux                           | (fr) RTS Un                                   | Kurt Aeschbacher     | ,       |
| Suisse      | Non diffusée                                                                 | Jean-Marc Richard et Nicolas Tanner     |                                               | Kurt Aeschbacher     | ,       |
| Suisse      | Non diffusée                                                                 | (it) RSI La 2                           | (it) RSI La 1                                 | Kurt Aeschbacher     | ,       |
| Suisse      | Non diffusée                                                                 | Sandy Altermatt et Alessandro Bertoglio |                                               | Kurt Aeschbacher     | ,       |
| Ukraine     | Pershyi                                                                      | Pershyi                                 | Pershyi                                       | Zlata Ognévitch      | ,       |
| Ukraine     | Timur Miroshnychenko et Tetiana Terekhova                                    |                                         |                                               | Zlata Ognévitch      | ,       |
| Ukraine     | NRCU                                                                         |                                         |                                               | Zlata Ognévitch      | ,       |
| Ukraine     | Olena Zilinchenko                                                            |                                         |                                               | Zlata Ognévitch      | ,       |

### Dans les autres pays
| Pays             | Diffuseur et commentateur(s)          | Diffuseur et commentateur(s)  | Diffuseur et commentateur(s)                 | Réf.    |
| Pays             | Première demi-finale                  | Deuxième demi-finale          | Finale                                       | Réf.    |
| ---------------- | ------------------------------------- | ----------------------------- | -------------------------------------------- | ------- |
| Australie        | SBS                                   | SBS                           | SBS                                          | [ 122 ] |
| Australie        | Julia Zemiro et Sam Pang              |                               |                                              | [ 122 ] |
| Canada           | OutTV                                 | OutTV                         | OutTV                                        | [ 123 ] |
| Canada           | Adam Rollins et Tommy D               |                               |                                              | [ 123 ] |
| Chypre           | RIK 1                                 | RIK 1                         | RIK 1                                        | [ 124 ] |
| Chypre           | Melina Karageorgiou                   |                               |                                              | [ 124 ] |
| Croatie          | Non diffusées                         | Non diffusées                 | HRT 1                                        | [ 125 ] |
| Croatie          | Non diffusées                         | Non diffusées                 | Aleksandar Kostadinov                        | [ 125 ] |
| Îles Féroé       | Kringvarp Føroya                      | Kringvarp Føroya              | Kringvarp Føroya                             | [ 126 ] |
| Îles Féroé       | Inconnu                               |                               |                                              | [ 126 ] |
| Kazakhstan       | Khabar TV                             | Khabar TV                     | Khabar TV                                    | [ 127 ] |
| Kazakhstan       | Kaldybek Zhaysanbaev et Diana Snegina |                               |                                              | [ 127 ] |
| Nouvelle-Zélande | BBC UKTV                              | BBC UKTV                      | BBC UKTV                                     | [ 128 ] |
| Nouvelle-Zélande | Inconnu                               |                               |                                              | [ 128 ] |
| Serbie           | RTS 1, RTS SAT, RTS HD                | RTS 1, RTS SAT, RTS HD        | RTS 1, RTS SAT, RTS HD                       | [ 129 ] |
| Serbie           | Silvana Grujić                        |                               |                                              | [ 129 ] |
| Slovaquie        | Rádio FM                              | Rádio FM                      | Rádio FM                                     | ,       |
| Slovaquie        | Daniel Baláž et Pavol Hubinák         | Daniel Baláž et Pavol Hubinák | Daniel Baláž, Pavol Hubinák et Juraj Malíček | ,       |

### Audiences
Le Concours atteint, en 2014, 195 000 000 téléspectateurs. Le tableau ci-dessous résume les audiences dans différents pays diffuseurs.
| Pays                          | Part d'audience | Téléspectateurs |
| ----------------------------- | --------------- | --------------- |
| Allemagne                     | 34,7 %          | 8 960 000       |
| Autriche                      | 60 %            | 2 400 000       |
| Australie                     | NC              | 2 971 000       |
| Belgique Communauté flamande  | 36,5 %          | 646 680         |
| Belgique Communauté française | 16,3 %          | 173 231         |
| Danemark                      | 89 %            | 2 400 000       |
| Estonie                       | NC              | 148 000         |
| Espagne                       | 35,2 %          | 5 140 000       |
| France                        | 13,6 %          | 2 600 000       |
| Grèce                         | 55,7 %          | 2 100 000       |
| Italie                        | 8,8 %           | 1 700 000       |
| Pays-Bas                      | 65 %            | 5 100 000       |
| Pologne                       | 24,5 %          | 3 280 000       |
| Portugal                      | 13,5 %          | 541 000         |
| Norvège                       | 77,3 %          | 1 400 000       |
| Roumanie                      | 20,2 %          | 1 300 000       |
| Royaume-Uni                   | 41,9 %          | 8 790 000       |
| Slovénie                      | 47 %            | 324 400         |
| Suède                         | 83,2 %          | 3 360 000       |